# Afrida melicerta
Afrida melicerta är en fjärilsart som beskrevs av George Francis Hampson 1900. Afrida melicerta ingår i släktet Afrida och familjen trågspinnare. Inga underarter finns listade i Catalogue of Life.